# Out
Out — американский глянцевый ежемесячный журнал о ЛГБТК-новостях, моде, развлечениях и образе жизни, имеющий самый высокий тираж среди всех ежемесячных изданий ЛГБТК в США. Он представлен в редакционной манере, аналогичной Details, Esquire и GQ. До 2000 года Out принадлежал Роберту Хардману из Бостона, первоначальному инвестору. Затем он перешёл в руки LPI Media, PlanetOut Inc., Here Media и PrideMedia. В июне 2022 года PrideMedia была приобретена компанией Equal Entertainment LLC, получившей название Equal Pride.
Out известен своим ежегодным списком «Out100», в котором представлены самые «влиятельные представители ЛГБТК+ сообщества». С 2007 года в апрельском выпуске журнал публикует список 50 самых влиятельных геев и лесбиянок Америки — «The Power 50».

## История
Журнал Out был основан Майклом Гоффом в 1992 году в качестве главного редактора и президента. Исполнительным редактором была Сара Петтит (ныне покойная). В 1996 году владелец Роберт Хардман уволил Гоффа и нанял Генри Э. (Хэнка) Скотта, бывшего руководителя New York Times Co, на должность президента Out Publishing Inc. с поручением спасти находящуюся в тяжелом финансовом положении журнальную компанию. Когда Скотт пришел в Out, годовой доход компании составлял менее 4 миллионов долларов, а расходы – 7 миллионов долларов. Скотт изменил ЛГБТ фокус журнала Out, заявив, что у геев и лесбиянок мало общего, кроме политических и юридических вопросов. Он уволил Петтит и нанял Джеймса Колларда, редактора британского гей-журнала Attitude, чтобы переориентировать Out на обеспеченную и стильную мужскую гей-аудиторию. Проверенный тираж вырос на 67% и превысил 130 000 экземпляров, а доход среднего читателя Out, по данным MRI, вырос с 70 000 долларов в год до 90 000 долларов в год. С помощью Лу Фабрицио, руководителя рекламного отдела, которого Скотт нанял из The New York Times, Out начал привлекать крупных рекламодателей модной одежды и такие бренды, как «Saturn», которые раньше не размещали рекламу в гей-изданиях. Через три года после того, как Скотт получил контроль над Out, он утроил свои доходы и стал самым тиражным гей-журналом в истории США. Эти изменения способствовали продаже издания Хардманом компании LPI Media в 2000 году.
В 2001 году тираж составлял 100 000 экземпляров. Джуди Видер, которая была первой женщиной-главным редактором The Advocate, стала первой женщиной-редактором Out. К 2006 году, когда журнал был приобретен компанией PlanetOut, тираж Out достиг 130 000 экземпляров. Out привлек внимание международной общественности, когда в мае 2007 года опубликовал свой дебютный Power Issue с обложкой, на которой были изображены две модели в масках журналиста Андерсона Купера и актрисы Джоди Фостер над надписью обложки «The Glass Closet». Некоторые лесбиянки критиковали Out за то, что он в основном фокусируется на мужчинах-геях. Автор сайта AfterEllen отметила, что в 2008 году на обложке журнала не было ни одной лесбиянки, и только 22 % людей, вошедших в «Out100», были лесбиянками.
В 2008 году журнал Out, а также его родственное издание The Advocate были приобретены компанией Here Media Inc. Here Media расширила веб-представительство журнала, OUT.com, и добавила мобильное приложение. В апреле 2012 года Out уволил двенадцать сотрудников редакции, выплатив им месячное выходное пособие; главный редактор Аарон Хиклин заявил, что намерен нанять большинство из них в качестве подрядчиков в свою новую компанию Grand Editorial.
В 2017 году Here Media продала свою журнальную деятельность группе, возглавляемой Oreva Capital, которая переименовала материнскую компанию Pride Media. В августе 2018 года Хиклин ушел в отставку после 12 лет работы на посту главного редактора и был заменен Филиппом Пикарди.
Несмотря на редакционные изменения, Out и Pride по-прежнему сталкивались с финансовыми проблемами и частыми жалобами со стороны фрилансеров и контрактных сотрудников. В феврале 2019 года Women's Wear Daily сообщила, что более сорока контрибьюторов написали открытое письмо в Pride Media и Oreva Capital, её операционную компанию, а также бывшим партнерам по управлению редакцией Grand Editorial и McCarthy LLC, требуя оплаты за проделанную работу. Они подали жалобу на невыплату через Национальный союз писателей США. «Национальный союз писателей теперь представляет интересы 25 внештатных авторов журнала Out, которым причитается более 40 000 долларов за работу, которая была законтрактована, произведена и опубликована», – говорится в заявлении профсоюза. Газета New York Times подробно рассказала о проблемах с невыплатами и о том, что общая сумма задолженности превышает 100 000 долларов. Газета New York Post сообщила, что Pride Media задолжала более 100 000 долларов невыплаченных рекламных комиссионных лондонскому цифровому издательству PinkNews, ориентированному на глобальную ЛГБТ-аудиторию.
В декабре 2018 года Ракель Уиллис была назначена исполнительным редактором, став первой транс-женщиной, занявшей руководящую должность в издании. Работая в Out, Уиллис получила премию GLAAD Media Award за выдающуюся журнальную статью «The Trans Obituaries Project».
Пикарди покинул Out в декабре 2019 года, объявив о своем внезапном уходе через Twitter. В сентябре 2020 года новым главным редактором журнала был назначен Дэвид Артавиа. В январе 2020 года Дайан Андерсон-Минсхолл была назначена генеральным директором Pride Media, а позже в том же году стала редакционным директором Out. В июне 2022 года Equal Entertainment – крупнейшая в США медиакомпания, принадлежащая ЛГБТК, – приобрела Pride Media и стала называться Equal Pride.

## Out100
С самого начала своего существования Out публиковал ежегодный список Out100, в который входят сто «влиятельных, вдохновляющих» ЛГБТК-личностей и знаменитостей. Он был «создан для того, чтобы отмечать и чествовать некоторых из самых влиятельных представителей ЛГБТК». В дополнение к этим спискам проводится ежегодная премия Out100 Awards, которой награждаются несколько знаменитостей этого года: «Инженю года», «Выбор читателей», «Артист года» и «Артист шоу-бизнеса года». В 2019 году редактор Филипп Пикарди назвал Out100 «величайшей и наиболее известной традицией журнала». В 2013 году Out учредил премию «Выбор читателей» в дополнение к своему списку 100 лучших лауреатов, составленному редакцией.